# 三氯化钛

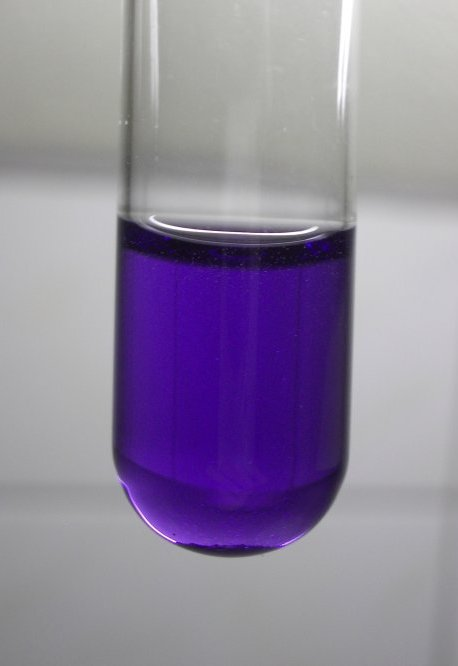
三氯化钛溶液

三氯化钛或称氯化钛(III)，是钛的氯化物之一，化学式为TiCl3。三氯化钛是常见的钛化合物之一，在工业上主要用作烯烃聚合反应的催化剂。

## 结构
固态TiCl3有四种结晶变体，分别称为α-、β-、γ-、δ-变体，可由晶体学以及磁交换研究加以确定。α-、β-和δ-变体都为六方结构，α-和β-变体的晶格参数几乎是相等的。

### β-
β-TiCl3变体为棕色针状结晶，只能在较低温度下制得。其结构如右栏的上图，是由TiCl6八面体组成的直线形聚合物，含有卤桥，八面体间共用相对的底面，Ti-Ti距离为2.91Å，比其他三种变体要小得多。β-变体中由于金属-金属相互作用的增大，它的磁矩（< 0.78 B.M.）比α-变体要小得多（1.31 B.M.）。

### α-、γ-、δ-
α-、γ-和δ-变体都为紫色固体，基本上都具有层状晶格。α-TiCl3中的氯离子为六方紧密堆积结构，γ-TiCl3中的氯离子为立方紧密堆积。这两种结构的中间类型为δ-变体，X射线晶体学表明其结构中存在无序性。右栏下图展示了它的TiCl6八面体单元。
以上变体中的TiCl6单元间共顶点，Ti-Ti距离为3.60Å，比β-变体中要长得多。

### 电子结构
三氯化钛中，每个钛原子有1个d电子，因此大多数变体都是顺磁性的。与其不同，同族铪和锆的三卤化物中金属-金属作用很强，呈现反磁性。
三氯化钛的溶液的紫色可归咎于对其d电子的激发。但由于跃迁禁阻，因此颜色并不强烈。

## 反应

### 与卤化物反应
三氯化钛可与氯化铯和六氯苯反应生成CsTi2Cl7晶体，含有摩尔比为1:2的CsCl与TiCl3。CsCl3与Cl4单元按ABAC的顺序堆积，四分之一的八面体空隙被Ti3+所占据。

### 齐格勒-纳塔催化剂
三氯化钛是用于烯烃聚合反应的齐格勒-纳塔催化剂组分之一，催化机理与配位数不足6的钛原子形成的空隙有关，根据制备方法不同，催化活性有很大差异。

### 其他反应
TiCl3可以生成很多配合物，大多为八面体型，配位原子为O-或N-。三氯化钛与四氢呋喃回流时，会生成淡蓝色的晶体TiCl3(THF)3：
TiCl3 + 3C4H8O → TiCl3(OC4H8)3
与二甲胺配位生成暗绿色的中性产物：
TiCl3 + 3Me2NH → TiCl3(NHMe2)3 + CH3Cl
TiCl3与乙酰丙酮反应生成三(乙酰丙酮)配合物：
TiCl3 + 3NH4(acac) → Ti(acac)3 + 3NH4Cl
产物用作聚乙烯催化剂中纤维素薄膜的交联剂。空气氧化Ti(acac)3得到橙黄色的TiO(acac)2，不具有交联作用。
三氯化钛在450°C歧化为二氯化钛和四氯化钛，在200°C以上发生氨解。它还可与很多一价卤化物生成通式为A3TiCl6的产物，结构依阳离子性质而定。

## 合成及使用
三氯化钛一般是通过还原四氯化钛制得的，还原剂可以是氢气、钛单质或其他金属。用氢气还原时，氢气与四氯化钛的混合蒸汽通过800°C的石英管，使三氯化钛冷凝在一支冷指管中，产率约为10%。若反应物中的四氯化钛保持过量，则不会有进一步还原的二氯化钛生成。
H2 + 2TiCl4 → 2TiCl3 + 2HCl
Ti + 3TiCl4 → 4TiCl3
三氯化钛也可通过溶液中还原TiIV得到。惰性气体存在下，三氯化钛的水溶液比较稳定，六水合物TiCl3·6H2O也已经制得。与Cr(III)离子类似，该化合物具有水合异构，Cl−全部处于外界的异构体[Ti(H2O)6]Cl3呈紫色，部分处于外界的异构体[TiCl2(H2O)4]+Cl−·2H2O呈绿色。
三氯化钛一般以与三氯化铝形成的化合物出售，AlCl3·3TiCl3，它可以被转化为TiCl3(THF)3。
分析化学中分析试样中钛的含量时，先用琼斯还原剂（Jones reductor，锌汞齐）将TiIV还原为Ti3+，再用过量Fe3+在1M的H2SO4中处理反应后的溶液，使其被还原为Fe2+，最后滴定Fe2+含量便可得知原试样中钛的含量。
三氯化钛也用于有机合成中，主要用作还原剂，可用于合成咪唑啉衍生物。它也可用作McMurry等反应中的催化剂。
三氯化钛及其大部分配合物在空气中会迅速被氧化，因此对这些化合物的研究都应在惰性气体氛（如氮气、氩气）中进行，最好是在真空管路中。